# Invermere, British Columbia
Invermere este o comunitate în estul provinciei Columbia Britanică, din Canada. Ea se află în apropierea graniței cu provincia Alberta. Cu populația sa permanentă în creștere de aproape 4.000 loc. ea ajunge  ca în Valea Columbia, vara la aproape 40 de mii loc. Invermere se află pe malul nord-vest al laculului Windermere și prin Panorama Mountain Village situat în apropiere este un punct de atracție  pentru oamenii din Calgary.